# كريس كيرمود
كريس كيرمود (بالإنجليزية: Chris Kermode)‏ (مواليد 13 يناير 1965)، هو لاعب كرة مضرب إنجليزي سابق. أعلى تصنيف له في الفردي كان المركز الـ 742 في سنة 1986. كان يدير بطولة كوينز للتنس بالسابق وحالياً هو الرئيس التنفيذي ورئيس رابطة محترفي التنس (ATP).
أصبح كيرمود رئيساً لإتحاد التنس في 20 نوفمبر 2013 خلفاً لبراد درويت بعد وفاته. وبدأ ولايته لمدة 3 سنوات ابتداءً من 1 يناير 2014.